# US Novese
US Novese is een legendarische Italiaanse voetbalclub uit Novi Ligure in Piëmont.
De club werd in 1919 opgericht en werd in 1921/22 kampioen van Italië. Dat seizoen waren er twee kampioenschappen, van twee bonden en Novese won het FIGC kampioenschap. Er was ook nog het CCI kampioenschap waar de meeste succesvollere clubs speelden.
Later nam de club amateurstatus aan en speelt nu in de Eccellenza, oftewel de 6de klasse.

## Erelijst
- Landskampioen

1922